# Telê Santana da Silva
Telê Santana da Silva (Itabirito, 26 de juliol del 1931 — Belo Horizonte, 21 d'abril del 2006) va ser un futbolista i entrenador brasiler.
Telê va ser l'entrenador que va dirigir la selecció de futbol del Brasil en la Copa del Món de Futbol de 1982 i en la de 1986, coneguda per ser un dels millors equips de la història que mai va aconseguir guanyar el Mundial. Aquella selecció comptava amb jugadors com Zico, Sócrates, Falcão, Júnior o Toninho Cerezo. També va ser entrenador reeixit d'alguns dels equips més prestigiosos del món, inclòs el llegendari São Paulo, de 1992-1993, o l'Atlético Mineiro i el Fluminense.
Telê també és considerat, per la premsa brasilera, com un dels millors entrenadors que mai ha treballat al país. El seu estil de joc era molt ofensiu, i creia que els jugadors havien d'entrenar a partir de repeticions d'elements fonamentals del joc, com ara les passades a pilota parada.

## Biografia

### Com a jugador
Telê va jugar en equips com el Fluminense, el Madureira EC o el Vasco da Gama. També va formar part de l'equip de reserva del Brasil. Com a jugador, acostumava a desenvolupar-se com a centrecampista, tot i començar la seva carrera de porter.

### Com a entrenador
Santana va començar la seva carrera com a entrenador el 1967 entrenant el segon equip del Fluminense. Quatre anys més tard, Telê va ajudar l'Atlético Mineiro a guanyar el seu primer Campionat brasiler de futbol (1971). És recordat principalment per haver entrenat una de les millors seleccions de Brasil de tots els temps, en les edicions de 1982 i 1986, tot i que va perdre en les dues ocasions.
Després d'entrenar la selecció nacional del seu país, Santana va tornar a entrenar clubs de futbol el 1988, any en què va iniciar la seva etapa al Flamengo, tot i que va viure els seus millors anys com a entrenador al São Paulo entre els anys 1990 i 1996. Amb un equip amb jugadors com Zetti, Cafu, Raí o Leonardo (tots ells components de la selecció nacional durant els anys 1990-1994), l'equip va guanyar el campionat brasiler de l'any 1991 i la Copa Libertadores del 1992 i el 1993, el primer cop que un equip brasiler ho aconseguia en deu anys. En aquelles dues temporades, el São Paulo també va guanyar la Copa Intercontinental de futbol a Tòquio (Japó), vencent primer al Futbol Club Barcelona de Johann Cruyff, després a l'AC Milan de Fabio Capello. Aquell equip és recordat per molts seguidors com un dels millors equips del São Paulo de tots els temps.